# كاملان
كاملان هي بلدة في مقاطعة كسبي في ولاية قشقداريا في أوزبكستان.